# Lisseth Chavez
Lisseth Chavez (* 25. Mai 1989 in Kalifornien) ist eine US-amerikanische Schauspielerin mit salvadorianischen Wurzeln, die für ihre Rollen in Chicago P.D., The Rookie und The Fosters bekannt ist.

## Karriere
Chavez arbeitete zu Beginn ihrer Karriere auch als Model. In der Reality-Show True Beauty trat sie 2009 als Cheerleaderin erstmals vor einem Fernsehpublikum auf. Ihre professionelle Schauspielkarriere begann sie in einer Episode von The Baby (2011). Chavez war unter anderem in einzelnen Episoden von Southland, Shameless, The Night Shift, Lucifer und Rizzoli & Isles zu sehen. Ab 2016 erhielt sie mit einer regelmäßigen Rolle in The Fosters zunehmend bedeutendere Rollen.
Im Jahr 2019 spielte sie in jeweils zwei Episoden von Station 19 und The OA mit und übernahm die Rolle der Nachwuchsbeamtin Vanessa Rojas in den NBC-Sendungen des „Chicago“-Franchise übernahm (Chicago P.D., Chicago Med und Chicago Fire). Diese Rolle schied trotz weiterer Pläne durch die COVID-19-Pandemie abrupt aus. Die zeitliche Umstellung ermöglichte es Chavez, die Rolle der Esperanza „Spooner“ Cruz in der sechsten sowie finalen siebten Staffel von Legends of Tomorrow zu übernehmen.
Seit 2022 verkörpert Chavez die Polizistin Celina Juarez in der Polizei-Dramedyserie The Rookie.

## Auszeichnungen und Anerkennung
Im Jahr 2020 wurde Lisseth Chavez bei den Imagen Awards, die in der Branche als „Latino Golden Globes“ bezeichnet werden, in der Kategorie „Beste Nebendarstellerin: Fernsehen“ für ihre Arbeit in Chicago P.D. nominiert.

## Filmografie
- 2011: The Baby (Fernsehserie, 1 Folge The Interviews)
- 2013: Southland (Fernsehserie, 1 Folge Bleed Out)
- 2016: BFFs (Kurzfilm)
- 2018: S.W.A.T. (Fernsehserie, 1 Folge Fences)
- 2018: Get Christie Love (Fernsehfilm)
- 2019: Chicago Fire (Fernsehserie, 1 Folge Infection, pt. 1)
- 2019: Chicago Med (Fernsehserie, 1 Folge Infection, pt. 2)
- 2019–2020 Chicago P.D. (Fernsehserie, 19 Folgen)
- 2021: Terror Eyes (Kurzfilm)
- 2021–2022: Legends of Tomorrow (Fernsehserie, Staffel 6 und 7)
- seit 2022: The Rookie (Fernsehserie)